# Jiří Haman
Jiří Haman (* 10. června 1984) je český podnikatel v pohřebnictví a předseda Unie pohřebních služeb, z. s.
Vystudoval řízení podniku a podnikové finance na Vysoké škole finanční a správní. Při studiu se věnoval zahraničním repatriacím zemřelých.
Absolvoval specializovanou výuku pohřebnictví na střední odborné škole uměleckoprůmyslové. Je spolumajitelem pohřební služby PEGAS CZ s.r.o., která organizovala pohřby i pro některé význačné osobnosti (např. Karel Gott). Vlastní také firmu Vazbykvětin.cz zaměřenou na pohřební floristiku.
Od roku 2016 je předsedou předsednictva Unie pohřebních služeb. Podílí se na tvorbě legislativy v pohřebnictví, je člen resortní skupiny Ministerstva pro místní rozvoj ČR.